# デンプスター・ハイウェイ
デンプスター・ハイウェイ（英語: Dempster Highway）は、ユーコン準州道5号線（Yukon Highway 5）またはノースウエスト準州道8号線（Northwest Territories Highway 8）とも呼ばれる、カナダのハイウェイである。
ユーコン準州のクロンダイク・ハイウェイからノースウエスト準州イヌヴィックをマッケンジー川デルタ沿いに結んでいる。このハイウェイはピール川とマッケンジー川をフェリーやアイスブリッジで渡っている。
2017年11月に年間を通じてイヌヴィックからタクトイヤクトゥクまで通行出来る「イヌヴィック・タクトイヤクトゥク・ハイウェイ」が完成した。
このハイウェイは北西騎馬警察（North-West Mounted Police）で有名なウィリアム・デンプスターから名付けられた。